# Gens de la lune (album)
Gens de la lune is het debuutalbum van de Franse muziekgroep met dezelfde naam. Het album dat in eigen beheer werd uitgegeven werd opgenomen in de Cross Roads Studio in Ensisheim. De muziek van het album is ondergeschikt aan de verhalende teksten, dat was ook al het geval bij de vorige band van Francis Décamps, Ange.

## Musici
- Damien Chopard – gitaar, zang en percussie
- Francis Décamps – toetsinstrumenten, zang, percussie en gitaar
- Gérard Jelsch (ex-lid Ange)– drumkit
- James Kaas – basgitaar
- Jean-Philipe Suzan – zang en percussie.

Met
- Christian Girardot – doedelzak op 1
- Eric Murat – zang op 1 en 5
- Emmanuel Tissot – bouzouki en mandoline op 5
- Florent Tissot – dwarsfluit op 6

## Tracklist
| Nr. | Titel                                      | Duur  |
| --- | ------------------------------------------ | ----- |
| 1.  | C’no peran (Décamps)                       | 4:47  |
| 2.  | L’oeil (Murat/Décamps)                     | 5:43  |
| 3.  | Neg’blanc (Suzan / Jelsch)                 | 6:43  |
| 4.  | Amours impudiques (Surleau / Décamps)      | 4:17  |
| 5.  | Gens de la lune (Murat / Décamps)          | 5:18  |
| 6.  | Les vents de-la (Suzan / Jelsch)           | 5:27  |
| 7.  | Laissez-nous (Murat / Décamps)             | 7 :13 |
| 8.  | Le guide (Suzan / Décamps)                 | 5:42  |
| 9.  | Satanas (José Reinhardt)                   | 7:12  |
| 10. | Des yeux nouveau (Murat / Olivier Fisjean) | 5:22  |